# Austrolebias ephemerus
Austrolebias ephemerus es una especie de pez ciprinodontiforme de agua dulce integrante del género de rivulinos Austrolebias. Habita en pequeños cuerpos acuáticos temporarios en ambientes cálidos del centro de América del Sur.

## Taxonomía
Austrolebias ephemerus fue descrita originalmente en el año 2017 por los ictiólogos brasileños Matheus Vieira Volcan y Francisco Severo-Neto.
Localidad tipo
La localidad tipo referida es: “estanque temporal en las coordenadas: 21°41′34″S 57°42′57″O / -21.69278, -57.71583, cerca del camino “do Bala”, Porto Murtinho, estado de Mato Grosso del Sur, Brasil”.
Holotipo
El ejemplar holotipo designado es el catalogado como: ZUFMS 5465; se trata de un espécimen macho adulto el cual midió 28,6 mm de longitud estándar. Fue capturado por F. Severo Neto, E. Regalzi, P. Carvalho y D. J. Santana el 23 de noviembre de 2017. Se encuentra depositado en la colección de ictiología de la Universidad Federal de Mato Grosso del Sur (UFMS), localizada en el municipio de Campo Grande.
Etimología
Etimológicamente el nombre genérico Austrolebias se construye con las palabras Austro: 'austral' y Lebias: un taxón de pequeños peces. El epíteto específico ephemerus deriva de la palabra del idioma griego ephemeros, que significa ‘corta vida’, de este modo se hace referencia a la corta vida que poseen los ejemplares de esta especie, dada la rápida desecación de los biotopos donde habitan.

## Caracterización y relaciones filogenéticas
Austrolebias ephemerus pertenece al “grupo de especies Austrolebias bellottii”.
Se distingue de los restantes miembros de ese grupo por exhibir una combinación de caracteres única: margen posterior de la aleta pectoral en la vertical entre la base del 4° y 7° radios de la aleta anal en las hembras, el mayor número de rastrillos branquiales en el primer arco branquial, menor longitud de la cabeza en ambos sexos y menos neuromastos en la serie preopercular.

## Distribución y hábitat
Austrolebias ephemerus es endémica del estado de Mato Grosso del Sur, en el centro de Brasil. Habita en pantanos temporarios de baja profundidad en ambientes chaqueños en un área sujeta a transformación antrópica para ser destinada a pasturas para el ganado.
Solo fue registrada en 6 pequeños charcos temporarios ubicados en el municipio de Porto Murtinho, en la margen izquierda del río Paraguay, entre la orilla izquierda del río Amonguijá y la orilla derecha del arroyo Progresso. La cuenca del río Paraguay pertenece a la cuenca del Paraná, integrante a su vez de la cuenca del Plata; dicha hoya hidrográfica vuelca sus aguas en el océano Atlántico Sudoccidental por intermedio del Río de la Plata. 
Ecorregionalmente este pez constituye un endemismo de la ecorregión de agua dulce Paraguay.

## Conservación
Los autores recomendaron que, según los lineamientos para discernir el estatus de conservación de los taxones —los que fueron estipulados por la organización internacional dedicada a la conservación de los recursos naturales Unión Internacional para la Conservación de la Naturaleza (IUCN)—, en la obra Lista Roja de Especies Amenazadas Austrolebias ephemerus sea clasificada como una especie “en peligro crítico” (CR).